# Floride (film)
Pour les articles homonymes, voir Floride (homonymie).
Pour plus de détails, voir Fiche technique et Distribution.
Floride est un film français coécrit et réalisé par Philippe Le Guay, sorti en 2015. Il s'agit de la première adaptation de la pièce de théâtre Le Père de Florian Zeller (2012), et du dernier rôle de Jean Rochefort au cinéma.

## Synopsis
À 82 ans, Claude Lherminier (Jean Rochefort), qui fut autrefois un grand industriel dans le papier, mène la vie dure à ses gouvernantes successives. Il leur fait acheter du jus d'orange de Floride, car c'est là que vit sa fille Alice. Or celle-ci est morte, il y a neuf ans, dans un accident de voiture. Carole, la fille aînée (Sandrine Kiberlain), ne veut pas rappeler ce drame à son père, qui a tous les signes de la maladie d'Alzheimer : il ne le supporterait pas. Carole, qui a repris l'affaire familiale avec brio, tente de refaire sa vie avec Thomas (Laurent Lucas). Mais c'est difficile, car il faut continuer de s'occuper de son père, qui souffre d'absences réelles ou feintes à répétition. Le film débute par une séquence de Claude Lherminier dans un avion en route vers la Floride – séquence qui sera rémanente durant la durée du film – mais est-ce la réalité ou le rêve du vieux monsieur ?

## Fiche technique
Sauf indication contraire, les informations mentionnées dans cette section peuvent être confirmées par la base de données cinématographiques Unifrance,  présente dans la section « Liens externes ».
- Titre français : Floride
- Réalisation : Philippe Le Guay
- Scénario : Philippe Le Guay et Jérôme Tonnerre, d'après la pièce Le Père de Florian Zeller
- Musique : Jorge Arriagada
- Décors : Françoise Dupertuis
- Costumes : Élisabeth Tavernier
- Photographie : Jean-Claude Larrieu
- Son : Laurent Poirier
- Montage : Monica Coleman
- Production : Philippe Carcassonne et Jean-Louis Livi

Production exécutive : Christophe Jeauffroy
Coproduction : Étienne Mallet, David Gauquié et Julien Deris
- Sociétés de production : Ciné@ et F comme film
- Société de distribution : Gaumont
- Pays d'origine :  France
- Langue originale : français
- Format : couleur - 1,85:1 - Dolby Digital
- Durée : 110 minutes
- Genre : comédie dramatique
- Dates de sortie :
  - Suisse : 9 août 2015 (avant-première mondiale au festival international du film de Locarno)
  - Belgique, France : 12 août 2015
  - Suisse romande : 19 août 2015
  - Québec : 27 novembre 2015

## Distribution
- Jean Rochefort : Claude Lherminier
- Sandrine Kiberlain : Carole
- Laurent Lucas : Thomas
- Anamaria Marinca : Ivona
- Clément Métayer : Robin
- Philippe Duclos : Docteur Farkoa
- Patrick d'Assumçao : l'homme du pavillon
- David Clark : Andrew Newman
- Coline Béal : Juliette
- David Bennett : un passager
- Delphine Bronzi : l'automobiliste gênée
- Michelle Rose Domb : un passager
- Ely Feldman : un passager
- Tommy O'Brien : le conducteur de taxi
- Romain Sandère : un soldat
- Hervé Terrisse : l'interne
- Loise Teyber : Alice
- Edith le Merdy : Mme Forgeat
- Stéphanie Bataille : Directrice de la maison de retraite

## Production
Le tournage a lieu en Haute-Savoie et autour d'Annecy, entre le 16 septembre et le 24 octobre 2014 ; la cartonnerie Cascades est située à La Rochette, commune déléguée dans la commune nouvelle de Valgelon-La Rochette. Les scènes de plage sont réalisées sur la plage de Talloires-Montmin.
La chanson du film, Puisque vous partez en voyage, est interprétée par Sandrine Kiberlain et Jean Rochefort.

### Documentation
- Dossier de presse Floride